# Cadmio
Il cadmio è l'elemento chimico di numero atomico 48 e il suo simbolo è Cd. Di aspetto metallico, è tossico e relativamente raro; tenero, bianco-argenteo con riflessi azzurrognoli. Si trova nei minerali dello zinco e trova largo impiego nelle pile ricaricabili.

## Caratteristiche
Il cadmio è un metallo bivalente dall'aspetto argenteo con riflessi azzurrognoli; è malleabile, duttile e tenero al punto che può essere tagliato con un normale coltello. Sotto molti aspetti assomiglia allo zinco ma tende a formare composti più esotici di quest'ultimo; così come lo zinco è simile al calcio, il cadmio ha caratteristiche simili allo stronzio, ma una minore reattività.
Come lo zinco, nei suoi composti ha numero di ossidazione +2. Sono noti alcuni rari casi in cui ha numero di ossidazione +1.

## Applicazioni
Circa tre quarti della quantità di cadmio prodotta vengono usati nelle pile al nichel-cadmio, mentre il quarto rimanente è principalmente usato per produrre pigmenti, rivestimenti e stabilizzanti per materie plastiche.
Tra gli altri usi si annoverano:
- L'impiego in leghe metalliche bassofondenti e per saldatura
- L'impiego in leghe metalliche ad alta resistenza all'usura
- L'impiego nelle cadmiature, ovvero nel rivestimento di materiali con una pellicola di cadmio metallico tramite elettrodeposizione
- Come barriera per controllare le reazioni di fissione nucleare
- Composti del cadmio sono usati per produrre i fosfori dei televisori in bianco e nero e i fosfori blu e verdi dei televisori a colori
- Il solfuro di cadmio è un pigmento giallo
- L'impiego in alcuni semiconduttori
- Alcuni composti del cadmio sono degli stabilizzanti per il PVC
- È stato usato per costruire il primo rivelatore di neutrini

## Storia
Il cadmio (dal latino cadmia, a sua volta dal greco καδμεία kadméia, calamina = scaglia di laminazione) fu scoperto nel 1817 in Germania da Friedrich Stromeyer, che lo individuò tra le impurità della calamina, un minerale a base di carbonato di zinco, notando che alcuni campioni impuri di calamina cambiavano colore per riscaldamento, a differenza della calamina pura.
Benché il cadmio e i suoi composti siano molto tossici, la farmacopea britannica (British Pharmaceutical Codex) del 1907 elenca lo ioduro di cadmio tra i medicinali per curare "le giunture ingrossate, la scrofola e i geloni".
Nel 1927 la Conferenza Internazionale dei Pesi e delle Misure ridefinì il metro come 1 553 164,13 volte la lunghezza d'onda della linea rossa dello spettro del cadmio e tale definizione restò in vigore fino a quando fu sostituita da quella basata sul kripton.
Il cadmio è stato anche il protagonista di un grande inquinamento del suolo e delle acque in Giappone che ha causato l'insorgere della malattia itai-itai.

## Disponibilità
I minerali di cadmio sono rari e si trovano in piccole quantità. Esistono anche alcuni rari minerali del cadmio quali il solfuro (greenockite) e il carbonato basico (otavite). La greenockite (CdS), l'unico minerale di cadmio importante, è quasi sempre associata alla sfalerite (ZnS). Perciò il cadmio viene estratto in genere come sottoprodotto dell'estrazione e della raffinazione dello zinco e, in minor misura, del piombo e del rame. Piccole quantità di cadmio (circa il 10% del consumo totale) provengono dal riciclaggio di rottami di ferro e d'acciaio. La produzione di cadmio negli Stati Uniti cominciò nel 1907, ma l'uso corrente di questo elemento cominciò soltanto dopo la prima guerra mondiale.

## Isotopi
Il cadmio che si trova in natura consiste di sei isotopi stabili. Del cadmio sono stati inoltre individuati 27 radioisotopi di cui i più stabili sono 113Cd con un'emivita di 7,7×1015 anni, 109Cd (462,6 giorni) e 115Cd (53,46 ore). Tutti gli altri hanno tempi di dimezzamento inferiori a 2,5 ore e la maggior parte di loro inferiore a 5 minuti. Questo elemento ha inoltre 8 stati metastabili di cui i più stabili sono 113mCd (emivita: 14,1 anni), 115mCd (44,6 giorni) e 117mCd (3,36 ore).
Gli isotopi del cadmio hanno numeri di massa che vanno da 97 (97Cd) a 138 (138Cd). La principale modalità di decadimento degli isotopi più leggeri di 112Cd è la cattura elettronica con conseguente trasformazione in argento, per gli altri è il decadimento beta con trasformazione in indio.

## Precauzioni e tossicologia
Il cadmio non riveste alcun ruolo biologico nel corpo umano. Sia esso sia i suoi composti sono tossici perfino a basse concentrazioni e tendono ad accumularsi negli organismi e negli ecosistemi.
I lavoratori a rischio sono:
- Addetti alla produzione di leghe contenenti cadmio
- Addetti alla cadmiatura di oggetti metallici
- Addetti alla lavorazione di pigmenti contenenti cadmio
- Addetti alla saldatura ad elettrodi (elettrodi contenenti cadmio)

Nel maneggiare il cadmio e i suoi composti è perciò importante lavorare sotto una cappa aspirante in modo da non inalarne i vapori.
L'esposizione a lungo termine al cadmio dei lavoratori dei bagni galvanici per cadmiatura produce seri problemi di tossicità.
Le polveri di cadmio vengono assorbite soprattutto per via inalatoria e in minima parte tramite cute e mucose. Una volta assorbito, il cadmio si lega ai globuli rossi e alle proteine plasmatiche per poi accumularsi nel fegato e nei reni. In questi organi può permanere anche per diversi anni, rendendo difficile il monitoraggio biologico dell'esposizione acuta. Una volta depositato, il cadmio viene smaltito assai lentamente attraverso la via fecale e urinaria.

### Patogenesi
Il cadmio plasmatico si lega principalmente alla metallotioneina, una proteina plasmatica contenente diversi gruppi sulfidrilici; la proteina contenente cadmio viene eliminata attraverso la filtrazione glomerulare per poi essere riassorbita dalle cellule del tubulo prossimale, nelle quali provoca tossicità. La larga quota riassorbita spiega perché nelle fasi iniziali dell'esposizione il cadmio venga debolmente escreto con le urine (escrezione comunque significativa); successive e durature esposizioni fanno sì che la tossicità sulle cellule tubulari porti all'incapacità da parte del rene di riassorbire il cadmio escreto, con cadmiuria rilevante.

### Esposizione acuta
Un'esposizione a polveri di cadmio pari a 5 mg/m³ è letale in circa 8 ore; esposizioni pari a 1 mg/m³ possono invece dare una tossicità rilevante a livello dell'albero respiratorio, con dispnea, tosse, febbre e astenia. L'ingestione di alimenti contaminati con cadmio provoca invece una sindrome gastroenterica caratterizza da diarrea, nausea, vomito e disidratazione.

### Esposizione cronica
Per la tipica patogenesi, il bersaglio principale del cadmio è il rene. La malattia derivante è una glomerulopatia e una tubulopatia e conseguente proteinuria. Con il tempo si instaura anche aminoaciduria, glicosuria, iperfosfaturia e calciuria. Quest'ultimo elemento è il principale responsabile dei quadri di osteoporosi, osteomalacia e calcolosi delle vie urinarie presenti nei soggetti cronicamente esposti al cadmio. Le polveri e i fumi di cadmio sono inoltre chiamati in causa come induttori di enfisema polmonare e carcinoma polmonare. Altri quadri caratteristici sono l'atrofia delle mucose nasali e conseguente anosmia. Vi può inoltre essere anemia ferrocarenziale per riduzione dell'assorbimento del ferro, epatopatia e colorazione giallognola dello smalto dentale.

### Indicatori di dose
L'unico indicatore di dose disponibile è il cadmio urinario. Come descritto nel paragrafo "patogenesi", il cadmio urinario viene escreto sia nelle prime fasi di esposizione sia quando sopraggiunge il danno renale. Inoltre per l'immagazzinamento nel parenchima epatico e renale, la cadmiuria può rimanere elevata anche dopo molto tempo dall'esposizione. Per questo, la cadmiuria è un buon indicatore di dose solo se contestualizzato all'interno di una precisa anamnesi lavorativa.

### Indicatori di effetto
La nefropatia da cadmio provoca l'escrezione di diverse proteine a basso peso molecolare. Per questo, se vi è cadmiuria, ritrovare queste proteine a livello renale è un indicatore tipico di danno renale. Tra queste hanno particolare importanza la N-acetil-glucosaminidasi e la proteina legante il retinolo; il danno renale cronico può essere sospettato ogni qualvolta la proteinuria rimanga elevata anche dopo cessata esposizione al cadmio.